# Phyllovates brevicornis
Phyllovates brevicornis är en bönsyrseart som beskrevs av Carl Stål 1877. Phyllovates brevicornis ingår i släktet Phyllovates och familjen Mantidae. Inga underarter finns listade i Catalogue of Life.